# Lorău
Lorău – wieś w Rumunii, w okręgu Bihor, w gminie Bratca. W 2011 roku liczyła 475 mieszkańców.